# Sapur
Sapur fue un personaje con un gran poder durante el final del periodo del Califato de Córdoba y comienzos del Califato independiente de Bagdad tal como se autoproclamó Abderramán III en el año 930. Durante su largo reinado, la España árabe conoció su mayor esplendor que se prolongó hasta el año 961.
La principal preocupación y ocupación de Abderramán III fue la de devolver a sus dominios la unidad y la paz. Precisamente uno de los reinos independientes que reintegró a la autoridad de Córdoba fue el de Badajoz, fundado y desarrollado por Ibn Marwan, cuando su último descendiente gobernaba esta ciudad y con la que tendrá Sapur una especial relación en el futuro. Como castigo a la resistencia que Badajoz opuso al sometimiento del califato de Córdoba, este ordenó la destrucción de sus murallas de adobe y asegurarse así la indefensión y sumisión de Badajoz, dejándola sujeta a la Kura o «Provincia de Mérida» de la que también dependía el Algarve.

## Su vida antes de gobernar
Sapur, al que también llamaban «el Maridi» por sus antigua relación con Mérida era un persa que alcanzó una gran fama en Córdoba por su sabiduría, había llegado a la ciudad del Califato cuando tenía unos treinta años. El califa Al-Haken, sabedor de su fama, lo llamó a Córdoba y empezó sus servicios como camarero, primero en condición de  esclavo de la que se liberó más tarde. Las crónicas lo califican como cliente y, posteriormente, liberto del mismo Al-Haken. Al llegar a ser el valido del rey, Almanzor y la sultana Aurora que eran las personas que más intrigaban en la corte,  se declararon como sus enemigos más radicales.

## Llegada a Badajoz como walí de la provincia
Bien por considerarlo una persona adecuada para el cargo o bien para tener a Sapur de la Corte, donde al parecer participaba de las intrigas surgidas en ella como consecuencia de la muerte de su protector Al-Haken, Almanzor lo nombró walí de la provincia emeritense.
Como Mérida, que así se llamaba su capital, estaba en decadencia, casi destruida y sirviendo solo de asentamiento de tropas de la guarnición de la provincia, no quiso establecerse en ella sino en Badajoz, pueblo dependiente de Mérida pero en fase de crecimiento y desarrollo. Durante los cuarenta años que duró su gobierno, desde el año 976 al 1016, casi todos en la época de Almanzor que gobernó en el Califato de Córdoba veinticinco años (desde el año 976 hasta que muerte en 1002 en la Batalla de Calatañazor, nada se dice de Sapor de forma concreta por los historiadores.
A pesar de esto, sí se tienen noticias de que su labor de gobierno fue muy aceptable ampliando el territorio bajo su mando, consolidando el existente, mejorando las comunicaciones con la construcción de caminos, puentes, pequeñas represas y obras civiles similares. También puso énfasis en organizar y mejorar la administración y, sobre todo, dedicándole a Badajoz una atención especial. En ella construyó muchas edificaciones, reforzó la muralla, etc. Sapur es recordado por las crónicas como soldado valiente y, si bien carecía de dotes políticas, era un gran protector de las letras y de las artes y tolerante; en resumen, un buen gestor.

## Autonombramiento de rey independiente
Tras la muerte de Almanzor, el Califato de Córdoba entró en una fase de decadencia que lo llevó a una práctica disolución. Aprovechando esta ocasión, y aunque Sapur gobernaba su territorio como señor autónomo y ajeno a las órdenes de Córdoba, se autoproclamó hagib de Badajoz, es decir, rey independiente. Respecto a la fecha exacta de esta autoproclamación, no hay ningún dato que lo atestigüe si bien unos autores la sitúan como más probable hacia el año 1016, coincidiendo con el año del nombramiento de Ali-ben-Hammud como nuevo Califa y otros, algo después. Sapur se mantuvo como rey independiente desde esa fecha inconcreta, pero muy aproximada al 1016, hasta su muerte en el año  1022.